# Jouxtens-Mézery
Jouxtens-Mézery är en ort och kommun i distriktet Lausanne i kantonen Vaud, Schweiz. Kommunen har 1 493 invånare (2023).